# مامی‌تیارشو
مامی‌تیارشو یکی از سه پیشوای متحد مادی است که نام او در اسناد بایگانی سلطنتی آشور محفوظ مانده ولی در آن بخش از پرسش از هاتف که موضوع اعزام پیک از طرف آشوربانی‌پال است نام مامی‌تیارشو ضایع گشته ولی حدس زده می‌شود که منظور خود او بوده زیرا محلی که پیک به آنجا اعزام شده از کشور مادای یاد شده است.

## مامی‌تیارشو رهبر مادها
شورش و عصیان عظیمی که اقوام و قبایل مادی که در سال - ۶۷۳ پ.م. - علیه آشوریان به راه انداختند، مامی‌تیارشو به همراه دو تن از پیشوایان سرزمین‌های ماد به اسامی خشثریتی و دوساننی رهبری قیام مردم را بر عهده داشتند، از اینکه کدام‌یک از این سه پیشوا نقش رهبری را داشت، به استناد الواح، آشوریان خشثریتی را رهبر شورش معرفی می‌نمایند امّا پیروزی قیام بنام ماد و پیشوای آن در تاریخ ثبت گشته است.
در نوشته‌های اسرحدون جنگ با سه پیشوا به احتمال قوی، در اظهاریه‌ای بسیار مبهم زیر منعکس است:
من کشور بارناکا، دشمن محتال، و ساکنان تیلاشوری که نامش در دهان مردم مخرانو است، پایمال کردم
از اینجا معلوم می‌شود که صحنهٔ اصلی عملیات جنگی در ناحیهٔ جنوب همدان کنونی بوده است. لحن مبهم و خودستایانهٔ این گزارش اجازه نمی‌دهد که واقعاً در این مورد آشوریان را پیروز پنداریم و واقع امر را سئوالاتی که از هاتف به عمل آمده روشن می‌کند.

### بسط قیام و پیروزی
چون هر سه پیشوا در یک زمان واحد وارد عمل شدند و قیام به سرعت حریقی بسط یافت و چیزی نگذشت که از حدود سه ایالت فراتر رفت. در آغاز ماه ایار (آوریل- می) جنگجویان خشثریتی کیشه‌سو دژ اصلی آن سرزمین را محاصره کردند و مادی‌ها یعنی آدم‌های مامی‌تیارشو و ماننائیان و کیمریان که جزو متحدان وی در این نبرد قلمداد شده‌اند.
وضع بحال آشور فوق‌العاده نامساعد بود. چندین پیک به نزد دیشوای شورشیان گسیل گشت و این خود از تعدد سئوالاتی که از هاتف دربارهٔ اعزام پیکان به نزد خشثریتی به عمل آمده پیداست. ضمناً آشوریان می‌کوشیدند تا در میان متحدان تخم نفاق بپراکنند و بدین منظور با هر یک از آنان جداگانه مذاکره می‌کردند. مثلاً از هاتف سئوالی دربارهٔ اعزام پیک به نزد مامی‌تیارشو به عمل آمده که آن سئوال در دست است. به احتمال قوی چنین مذاکراتی با اسکیت‌ها نیز آغاز شده بود.